# Tanisha
Tanisha Mukherjee (bengali: তানিশা মুখার্জি) (ur. 1 stycznia 1978 w Bombaju) – aktorka współczesnego Bollywood.
Tanisha pochodzi ze znanej i cenionej rodziny w świecie indyjskiej kinematografii. Jest córką Tanuji i Shomu Mukherjee, młodszą siostrą Kajol, bratanicą Nutan i Joya Mukherjee, bratową Ajaya Devgan i kuzynką Sharbani Mukherjee, Mohnish Behla i Rani Mukherjee.

## Filmografia
| Rok  | Film                     | Rola            | Gra z                                              | Język    | Uwagi                                  |
| ---- | ------------------------ | --------------- | -------------------------------------------------- | -------- | -------------------------------------- |
| 2003 | Sssshhh                  | Mehak Gujral    | Prem Krishen, Dino Morea, Simone Singh             | hindi    |                                        |
| 2004 | Popcorn Khao Mast Ho Jao | Tania           | Akshay Kapoor, Rashmi Nigam                        | hindi    |                                        |
| 2005 | Tango Charlie            | Lachchi Narayan | Bobby Deol, Sanjay Dutt, Ajay Devgan               | hindi    |                                        |
| 2005 | Sarkar                   | Avantika        | Abhishek Bachchan, Katrina Kaif, Amitabh Bachchan  | hindi    |                                        |
| 2005 | Neal i Nikki             | Nikita Bakshi   | Uday Chopra, Abhishek Bachchan                     | hindi    |                                        |
| 2007 | Unnale Unnale            | Deepika         | Vinay Rai, Sadha, Lekha Washington                 | tamilski | dubbing w telugu pt. Neevalle Neevalle |
| 2008 | Sarkar Raj               | Avantika        | Abhishek Bachchan, Aishwarya Rai, Amitabh Bachchan | hindi    |                                        |
| 2008 | One Two Three            | Chandni         | Tusshar Kapoor, Esha Deol, Sameera Reddy           | hindi    |                                        |
| 2008 | Kantri                   | –               | –                                                  | telugu   | występ gościnny                        |
| 2010 | Tum Milo Toh Sahi        | –               | –                                                  | hindi    | występ gościnny                        |
| 2011 | Be-Careful               | Anjali          | Rajneesh Duggal                                    | hindi    | w produkcji                            |
| 2011 | Chemistry                |                 | Shreyas Talpade, Soha Ali Khan                     | hindi    | w produkcji                            |